# Jaculus jaculus
Il topo delle piramidi (Jaculus jaculus), conosciuto anche come gerboa del deserto, è un roditore diffuso in Africa e Medio Oriente.

## Caratteristiche
Lungo 10–12 cm (più 20 di coda), è adatto a saltare a grande velocità sul suolo sabbioso. Ha piedi posteriori lunghi, ciascuno con tre dita su un cuscinetto di peli e coda lunga che viene usata per bilanciarsi. Il pelo è arancio sul dorso, arancio-grigiastro lungo i fianchi e bianco nelle parti inferiori. Scava tane con molte uscite di emergenze e tappa questi buchi per tenere fuori il calore e i predatori. Percorre grandi distanze di notte e fa dei bagni di sabbia per tenere pulito il proprio corpo. Solitario, la femmina dà alla luce dopo una breve gestazione da 4 a 10 piccoli.

## Distribuzione
L'areale del topo delle piramidi è grande, andando del Sahara all'Arabia includendo: Marocco, Spagna (Melilla), Algeria, Egitto, Libia, Mali, Mauritania, Sudan, Siria, Giordania, Palestina, Israele, Arabia Saudita, Yemen, Oman, Qatar e Afghanistan.

## Alimentazione
Questo roditore, riguardo all'alimentazione è prudente. Infatti, a differenza di altri Roditori nordafricani, non è molto goloso e si accontenta di mangiare ciò che trova: fiori, erba, frutta, semi, tuberi, insetti, uova di uccelli.

## Predatori
Nella notte del Sahara, del deserto di Nubia, del deserto del Sinai e del deserto Arabico sono molti i predatori che bramano il piccolo topo: vipere, fennec, falchi, cobra, gatti. Si difende correndo.

## Galleria d'immagini

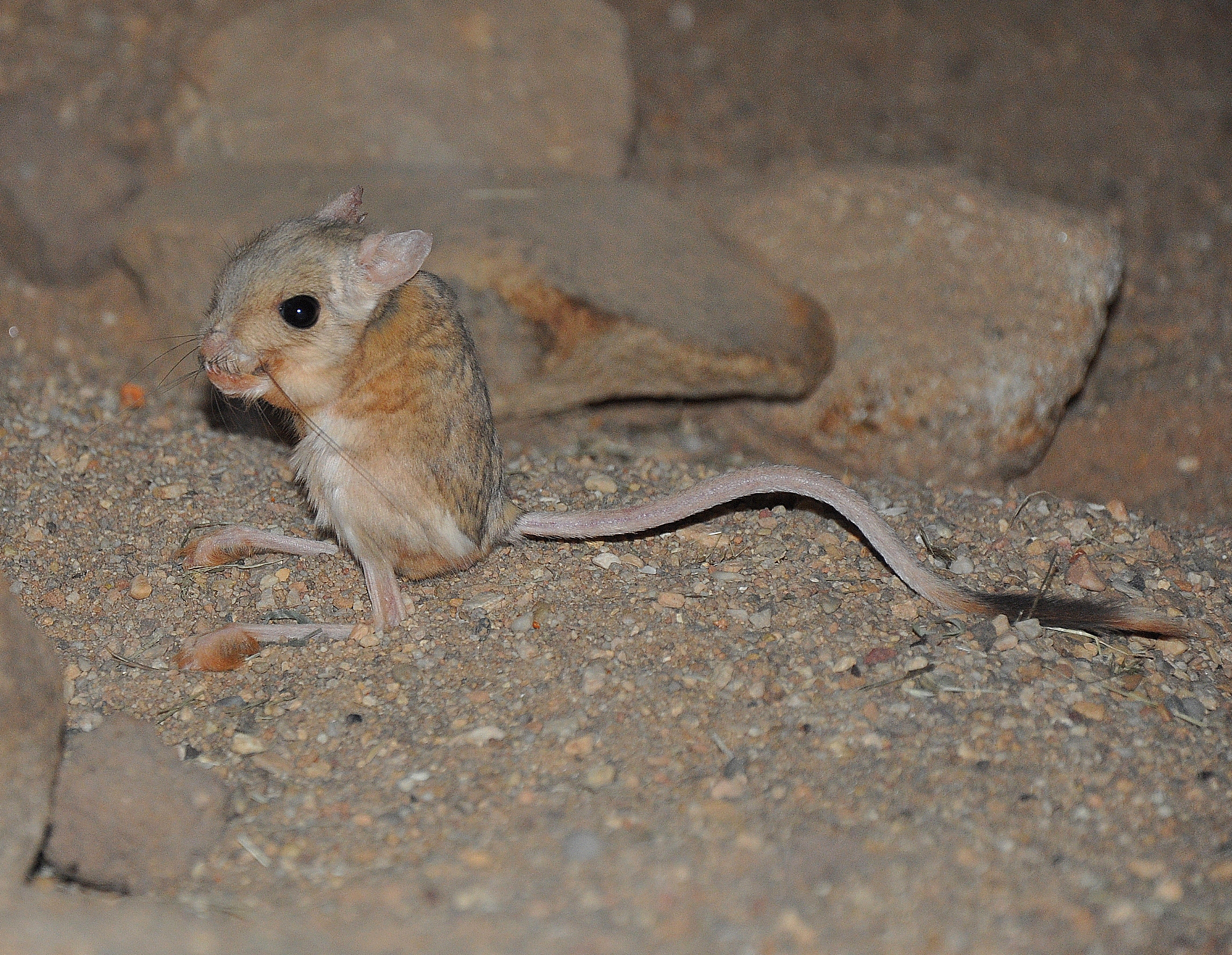
esemplare di Jaculus Jaculus mentre esegue un salto.
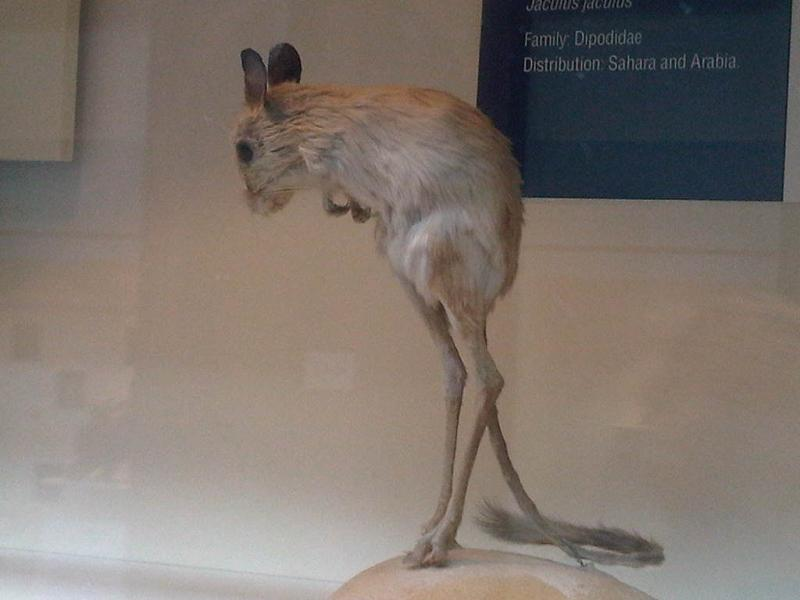
Particolare delle zampe posteriori.
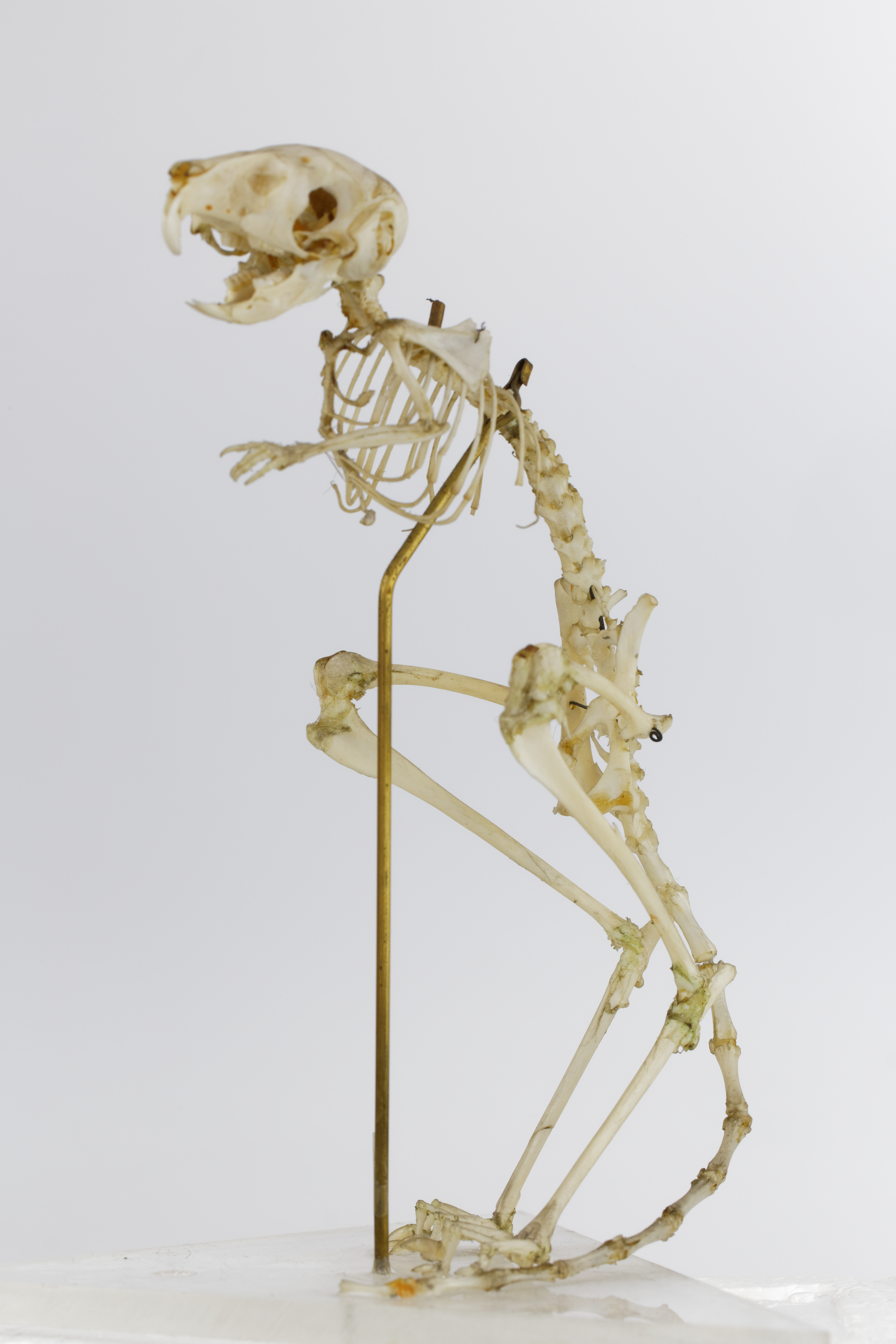
Lo scheletro del Topo delle piramidi, è ben visibile la differenza tra gli arti anteriori e quelli posteriori.
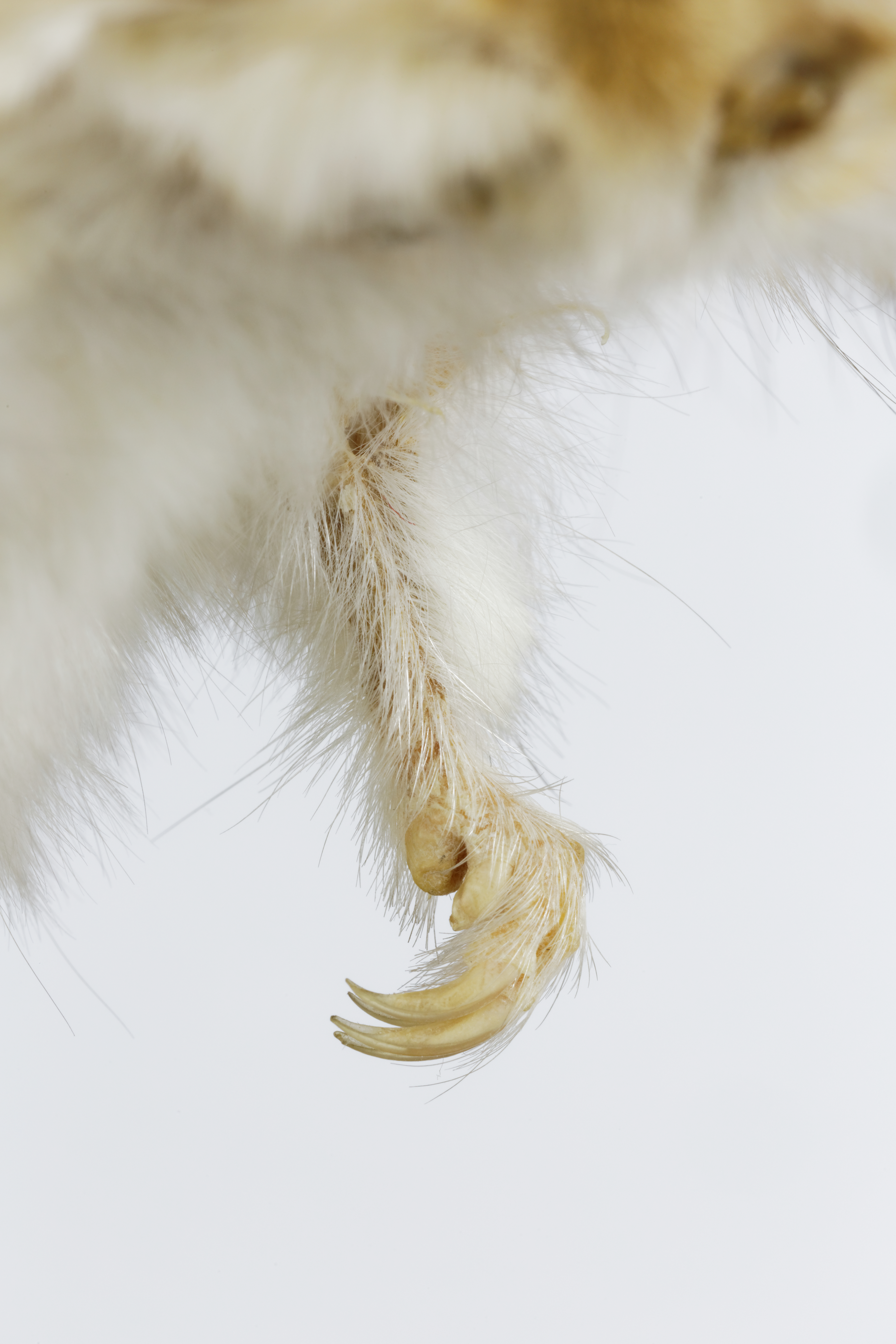
Particolare degli artigli.